# Record de France de natation dames du 50 mètres dos

## Bassin de 50 mètres
| Temps                                        | Athlète            | Naissance | Âge | Équipe                               | Compétition                       | Lieu                  | Date            |
| -------------------------------------------- | ------------------ | --------- | --- | ------------------------------------ | --------------------------------- | --------------------- | --------------- |
| Début de reconnaissance du record par la FFN |                    |           |     |                                      |                                   |                       |                 |
| 31 s 16                                      | Véronique Jardin   | 1966      | 18  | SFOC                                 | Championnats de France (f)        | Schiltigheim          | 17 mars 1984    |
| 31 s 16                                      | Véronique Jardin   | 1966      | 18  | SFOC                                 | Championnats de France (f)        | Paris                 | 13 août 1984    |
| 31 s 08                                      | Christine Deforge  | 1969      | 17  | Cercle des Nageurs de Brunoy-Essonne |                                   | Rennes                | 8 mars 1986     |
| 31 s 08                                      | Aline Mathieu      | 1971      | 16  | CS Clichy 92                         |                                   | Strasbourg            | 5 avril 1987    |
| 30 s 87                                      | Laurence Guillou   | 1969      | 18  | Stade poitevin                       | Championnats de France (f)        | Mulhouse              | 5 avril 1987    |
| 30 s 84                                      | Aline Mathieu      | 1971      | 16  | CS Clichy 92                         |                                   | Strasbourg            | 12 juillet 1987 |
| 30 s 60                                      | Aline Mathieu      | 1971      | 16  | CS Clichy 92                         |                                   | Strasbourg            | 12 juillet 1987 |
| 30 s 50                                      | Aurélia Kempf      | 1973      | 19  | Dauphins du TOEC                     |                                   | Mennecy               | 18 juillet 1992 |
| 30 s 18                                      | Aurélia Kempf      | 1973      | 20  | Dauphins du TOEC                     |                                   | Mennecy               | 26 juillet 1993 |
| 29 s 99                                      | Roxana Maracineanu | 1975      | 23  | Mulhouse Olympic Natation            |                                   | Mulhouse              | 31 mai 1998     |
| 29 s 95                                      | Roxana Maracineanu | 1975      | 24  | Mulhouse Olympic Natation            | Championnats d'Europe             | Istanbul              | 31 juillet 1999 |
| 29 s 76                                      | Roxana Maracineanu | 1975      | 24  | Mulhouse Olympic Natation            | Championnats d'Europe             | Istanbul              | 1er août 1999   |
| 29 s 71                                      | Laure Manaudou     | 1986      | 15  | Ambérieu USC                         | Championnats d'Europe Junior      | Malte                 | 7 juillet 2001  |
| 29 s 48                                      | Laure Manaudou     | 1986      | 16  | Cercle des Nageurs de Melun-Dammarie | Championnats de France (d)        | Chalon-sur-Saône      | 20 avril 2002   |
| 29 s 44                                      | Laure Manaudou     | 1986      | 16  | Cercle des Nageurs de Melun-Dammarie | Championnats d'Europe juniors (d) | Linz                  | 13 juillet 2002 |
| 29 s 27                                      | Laure Manaudou     | 1986      | 17  | Cercle des Nageurs de Melun-Dammarie | Vittel Cup (f)                    | Saint-Germain-en-Laye | 8 février 2003  |
| 29 s 02                                      | Laure Manaudou     | 1986      | 17  | Cercle des Nageurs de Melun-Dammarie | Championnats de France (d)        | Saint-Étienne         | 16 avril 2003   |
| 28 s 86                                      | Laure Manaudou     | 1986      | 17  | Cercle des Nageurs de Melun-Dammarie | Championnats du monde (d)         | Barcelone             | 23 juillet 2003 |
| 28 s 84                                      | Laure Manaudou     | 1986      | 21  | Canet 66 natation                    | Championnats du monde (s)         | Melbourne             | 28 mars 2007    |
| 28 s 71                                      | Laure Manaudou     | 1986      | 21  | Canet 66 natation                    | Open de Paris de natation (d)     | Paris                 | 4 août 2007     |
| 28 s 50                                      | Laure Manaudou     | 1986      | 21  | Canet 66 natation                    | Open de Paris de natation (f)     | Paris                 | 4 août 2007     |
| 28 s 16                                      | Laure Manaudou     | 1986      | 26  | Cercle des nageurs de Marseille      | Championnats de France (s)        | Dunkerque             | 21 mars 2012    |
| 28 s 13                                      | Laure Manaudou     | 1986      | 26  | Cercle des nageurs de Marseille      | Championnats de France (f)        | Dunkerque             | 21 mars 2012    |
| 28 s 10                                      | Béryl Gastaldello  | 1995      | 20  | Cercle des nageurs de Marseille      | Championnats de France (f)        | Limoges               | 3 avril 2015    |
| 28 s 02                                      | Béryl Gastaldello  | 1995      | 20  | Cercle des nageurs de Marseille      | Championnats du monde             | Kazan                 | 5 août 2015     |
| 28 s 01                                      | Béryl Gastaldello  | 1995      | 20  | Cercle des nageurs de Marseille      | Epreuve de coupe du monde         | Chartres              | 15 août 2015    |
| 28 s 01                                      | Béryl Gastaldello  | 1995      | 23  | Cercle des nageurs de Marseille      | Championnats de France            | Saint-Raphaël         | 23 mai 2018     |
| 27 s 97                                      | Béryl Gastaldello  | 1995      | 23  | Cercle des nageurs de Marseille      | Championnats de France (f)        | Saint-Raphaël         | 23 mai 2018     |
| 27 s 86                                      | Béryl Gastaldello  | 1995      | 23  | Cercle des nageurs de Marseille      | Championnats d'Europe (f)         | Glasgow               | 4 août 2018     |
| 27 s 81                                      | Analia Pigrée      | 2001      | 20  | Canet 66 natation                    | Championnats de France            | Chartres              | 18 juin 2021    |
| 27 s 59                                      | Analia Pigrée      | 2001      | 20  | Canet 66 natation                    | Championnats de France (f)        | Chartres              | 18 juin 2021    |
| 27 s 39                                      | Analia Pigrée      | 2001      | 20  | Canet 66 natation                    | Championnats d'Espagne (f)        | Las Palmas            | 4 août 2021     |
| 27 s 29                                      | Analia Pigrée      | 2001      | 20  | Canet 66 natation                    | Championnats du monde (d)         | Budapest              | 21 juin 2022    |
| 27 s 27                                      | Analia Pigrée      | 2001      | 21  | Canet 66 natation                    | Championnats d'Europe (f)         | Rome                  | 14 août 2022    |

## Bassin de 25 mètres
| Temps   | Nageuse           | Naissance | Âge | Équipe                               | Compétition                | Lieu        | Date             |
| ------- | ----------------- | --------- | --- | ------------------------------------ | -------------------------- | ----------- | ---------------- |
| 27 s 76 | Laure Manaudou    | 1986      | 17  | Cercle des Nageurs de Melun-Dammarie |                            | Rouen       | 8 novembre 2003  |
| 27 s 61 | Laure Manaudou    | 1986      | 20  | Canet 66 Natation                    | Championnats de France     | Istres      | 3 décembre 2006  |
| 27 s 17 | Laure Manaudou    | 1986      | 20  | Canet 66 Natation                    | Championnats d'Europe      | Helsinki    | 9 décembre 2006  |
| 27 s 13 | Laure Manaudou    | 1986      | 21  | Canet 66 Natation                    | Championnats d'Europe (r)  | Debrecen    | 15 décembre 2007 |
| 27 s 11 | Laure Manaudou    | 1986      | 26  | Cercle des nageurs de Marseille      | Championnats de France (f) | Angers      | 17 novembre 2012 |
| 26 s 78 | Laure Manaudou    | 1986      | 26  | Cercle des nageurs de Marseille      | Championnats d'Europe (f)  | Chartres    | 24 novembre 2012 |
| 26 s 61 | Mathilde Cini     | 1994      | 20  | Valence Triathlon                    | Championnats du monde (r)  | Doha        | 5 décembre 2014  |
| 26 s 58 | Mélanie Henique   | 1992      | 24  | Cercle des nageurs de Marseille      | Championnats de France     | Angers      | 17 novembre 2016 |
| 26 s 47 | Mathilde Cini     | 1994      | 23  | Valence Triathlon                    | Championnats d'Europe      | Copenhague  | 16 décembre 2017 |
| 26 s 46 | Mathilde Cini     | 1994      | 24  | Valence Triathlon                    | Championnats de France     | Montpellier | 15 novembre 2018 |
| 26 s 17 | Mathilde Cini     | 1994      | 24  | Valence Triathlon                    | Championnats du monde      | Hangzhou    | 15 décembre 2018 |
| 26 s 00 | Béryl Gastaldello | 1995      | 24  | Cercle des nageurs de Marseille      | Championnats d'Europe      | Glasgow     | 7 décembre 2019  |
| 25 s 96 | Analia Pigrée     | 2001      | 20  | Canet 66 natation                    | Championnats du monde 2021 | Abu Dhabi   | 20 décembre 2021 |

## Liens
- Natation sportive